# Податкова оптимізація
Податкова оптимізація — зменшення розміру податкового зобов'язання шляхом ціленаправлених правомірних дій платника податку, що включають в себе повне використання всіх наданих законодавством пільг, податкових звільнень та інших законних переваг.
Податкова оптимізація проявляється у виборі платником податків найвигідніших правових форм здійснення діяльності з метою обчислення оптимальної суми податків в конкретних умовах господарювання згідно з діючим законодавством. Під правовими формами розуміються передбачені законодавством варіанти поведінки: вибір організаційно-правової форми здійснення діяльності, податкового режиму, облікової політики, виду і умов цивільно-правових договорів, використання пільг . Пошук оптимальних управлінських рішень, спрямованих на мінімізацію зобов'язань щодо обов'язкових платежів у межах закону, є характерним напрямом податкової політики суб'єкта господарювання в умовах ринкових відносин.
Головною відмінністю податкової оптимізації від ухилення від сплати податків є використання платником податків дозволених чи незаборонених законодавством способів зменшення суми податкових платежів, не порушуючи при цьому законодавство. У зв'язку з цим, такі дії платника податку не є податковим правопорушенням чи злочином, і, відповідно, не тягнуть за собою несприятливих наслідків для платника податку, таких як донарахування податків, а також накладення фінансових санкцій та нарахування пені.
В діючому податковому законодавстві не закріплено критеріїв, які б дозволили провести чітке розмежування між законним зменшенням податків (податковою оптимізацією) та ухиленням від сплати податків. У зв'язку з цим, актуальною є проблема так званих «сірих схем», коли платник податків формально не порушуючи жодну статтю податкового законодавства, але застосовуючи певні схеми, суттєво зменшує свої податкові зобов'язання порівняно з іншими платниками податків, які такі схеми не використовують. Наприклад, зменшення відрахувань на загальнообов'язкове державне соціальне страхування шляхом так званого зворотного аутстафінгу, при якому підприємство виводить персонал в інші організації, переведені на спрощену систему оподаткування, а потім бере його в оренду.
Час від часу законодавець приймає відповідні поправки до податкових законів, якими закриває «прогалини» в податковому законодавстві, що дають можливість зменшувати розмір податкових відрахувань платникам податків, які ухиляються від сплати податків. Такі поправки здебільшого приймаються за результатами практичної діяльності податкових та інших контролюючих органів внаслідок виявлених ними випадків легального уникнення від сплати податків, що відбувається через нечіткість та недосконалість податкових законів.
Для законної оптимізації оподаткування серед інших інструментів використовується:
- Дроблення та структурування бізнесу, що дозволяє зменшити податкове навантаження через використання єдиного податку;
- Вибір виду договору, що дозволяє зменшити розмір податкового навантаження;
- Індивідуальні роз'яснення державних органів, які трактують неоднозначні положення на користь платника податку;
- Відмову від сплати податків, коли його стягнення недостатньо точно визначеним є зобов'язання по сплаті та неможливе притягнення до відповідальності.[1].